# Pinkkibikinihinkkichiksi
Pinkkibikinihinkkichiksi – pierwszy album fińskiego rapera Eevil Stöö wydany w roku 2002 pod skrzydłami wytwórni Fjuu Records. Stöö w wywiadzie z 2012 roku wyznał, że nazwa albumu powstała głównie po to, by kupujący w sklepie czuli zażenowanie i zmieszanie.